# The Glory of Tang Dynasty
The Glory of Tang Dynasty (en chino simplificado, 大唐荣耀, esp: "La Gloria de la Dinastía Tang"), es una serie de televisión china transmitida del 29 de enero del 2017 hasta el 3 de mayo del 2017 a través de Anhui TV y Beijing TV.
La serie estuvo basada en la novela "The Concubine of Tang: Legend of Pearl" (大唐后妃传之珍珠传奇) de Cang Mingshui. La cual narra la historia de amor ficticia entre el Emperador Daizong y la Consorte Shen, junto con el grandioso trasfondo histórico de la rebelión de An Shi.

## Argumento
La historia se centra en Shen Zhenzhu, la concubina del Emperador Daizong mientras él era el Príncipe Li Chu de Guangping. 
Zhenzhu es una joven de corazón bondadoso y noble de Jiangnan, que se queda atrás durante la rebelión de An Shi para mostrar solidaridad con los ciudadanos de Tang. A pesar de que es capturada por las fuerzas opuestas, nunca dejó de proteger a su gente y se mantuvo leal a su esposo Li Chu, a pesar de que Moyan Chou, un general uigur, la quería para él.
Después de que la paz es restablecida, Li Chu decide reubicarla y llevarla de vuelta al palacio con él, ignorando el consejo de sus compañeros oficiales, sin embargo Zhenzhu se niega a regresar al palacio, sabiendo que su tiempo como rehén pondría en peligro las posibilidades de Li Chu para ascender al trono, por lo que decide desaparecer de la corte real y vivir entre las personas a las que pasó toda su vida protegiendo.

## Personajes

### Personajes principales[4]
| Actor      | Personaje       | Nº de episodios | Notas |
| ---------- | --------------- | --------------- | --- |
| Jing Tian  | Shen Zhenzhu    | 92              | Consorte Shen: es una joven propia y digna que proviene de una familia noble y es seleccionada para convertirse en la concubina del Príncipe Li Chu. Zhenzhu usa su inteligencia y fuerza para ayudar a su esposo a ascender a una posición de poder. |
| Ren Jialun | Príncipe Li Chu | 92              | Emperador Daizong de Tang: es el Príncipe de Guangping, un hombre orgulloso pero apasionado que derrota con valentía y resolución a sus enemigos para ascender al trono. |
| Wan Qian   | Dugu Jingyao    | -               | Consorte Dugu: es la hija del Príncipe de Yunnan, es una general que lucha junto al Príncipe de Guangping, Li Chu, de quien está enamorada, aunque él no le corresponde. Aunque sabe que Li Chu no la ama, decide casarse con él para cumplir sus ambiciones políticas. Dugu constantemente está amenazando a Zhenzhu y se entromete en su relación con Li Chu. |
| Shu Chang  | Murong Lingzhi  | -               | Es la hija de un general y una sanadora altamente capacitada, también es la mejor amiga de Shen Zhenzhu. Li Tan se enamora de ella a primera vista y la elige para convertirla en su concubina. A pesar de su naturaleza bondadosa, se ve obligada a soportar constantemente el dolor y la humillación.                                                         |
| Yu Xiaowei | Moyan Chou      | -               | Es el Kan de la Tribu Uyghur y el mejor amigo de Li Chu. Después de salvar en varias ocasiones a Shen Zhenzhu, comienza a enamorarse de ella, sin embargo ella no lo corresponde. Más tarde se casa con Li Ruo, la hermana de Li Chu. |
| Qin Junjie | Li Tan          | -               | Es el Príncipe de Jianning, un héroe talentoso y experto en equitación y tiro con arco. Se enamora a primera vista de Murong Lingzhi y se casa con ella, sin embargo debudo a su inmadurez, lastima accidentalmente sus sentimientos. Aunque posee un gran coraje y fuerza, al final se ve obligado a seguir su destino como miembro de la familia real.        |
| Mao Zijun  | An Qingxu       | -               | Es el hijo de An Lushan, un hombre calculador y paranoico debido a la falta de amor familiar desde que era joven. El mayor propósito de su vida es el de dedicarse a amar a Shen Zhenzhu, sin embargo cuando se da cuenta de que ella no le corresponde y que en realidad está enamorada de Li Chu, decide matar a su padre para ocupar el trono.               |

### Personajes secundarios

#### Familia Real
| Actor        | Personaje                 | Nº de episodios | Notas |
| ------------ | ------------------------- | --------------- | --- |
| Chin Han     | Emperador Xuanzong        | -               | Es el abuelo de Li Chu. Es el sexto emperador de la dinastía Tang de China. |
| Zeng Li      | Noble Consorte Yang       | -               | Es la consorte del Emperador Xuanzong. |
| Yang Mingna  | Señora de Han             | -               | Es la hermana mayor de la Consorte Yang y la madre de Cui Caiping. |
| Wang Jinsong | Emperador Suzong de Tang  | -               | Es el padre de Li Chu, Li Tan y Li Ruo. |
| Fang Xiaoli  | Princesa de la Corona Wei | -               | Es la madre de Li Chu, Li Tan y Li Ruo. Su hermano fue incriminado por Yang Guozong, y como resultado fue depuesta de su título y enviada a un convento de monjas.                                                                                           |
| Liu Liwei    | Emperatriz Zhang          | -               | Es una Emperatriz malvada que intenta todo para que su hijo ilegítimo Li Zhao, el cual tuvo en secreto suba al trono. Sin embargo, más tarde, estrangula a su propio hijo para evitar que el Emperador Suzong descubra que Li Zhao no era su hijo biológico. |
| Geng Liming  | Consorte Real Pei         | -               | |
| Pu Shuo      | Li Xi                     | -               | Es el Príncipe de Yue y el hermanastro de Li Chu, Li Tan y Li Ruo. |
| Zhang Weina  | Li Ruo                    | -               | Es la hermana biológica de Li Chu y Li Tan. Es una joven inocente y energética. Aunque al inicio se siente atraída por An Qingxu, finalmente termina casándose con Moyan Chou, para ayudar en las ambiciones políticas de la familia real.                   |
| Xu Weiluo    | Li Zhao                   | -               | Es el hermanastro de Li Chu, Li Tan y Li Ruo, sin embargo en realidad es el hijo ilegítimo de Shi Siming con la Emperatriz Zhang. Es asesinado por su propia madre para evitar que el Emperador Suzong descubriera la verdad sobre su parentesco.            |
| Tang Jingmei | Cui Caiping               | -               | Es la sobrina de la Noble Consorte Yang, es una joven que carece de dignidad. Caiping está enamorada de Li Chu, pero el no le corresponde e intenta usar las conexiones de su familia para que Li Chu se case con ella.                                      |
| Ma Wenyue    | Li Chengcai               | -               | Es el Príncipe de Dunhuang. |
| Zhang Zheyu  | Li Shi                    | -               | Es el hijo de Li Chu y Shen Zhenzhu. |

#### Oficiales
| Actor         | Personaje      | Nº de episodios | Notas |
| ------------- | -------------- | --------------- | --- |
| Du Yuan       | Yang Guozhong  | -               | Es un funcionario de la dinastía Tang, que sirve como canciller al final del reinado del Emperador Xuanzong.    |
| Lam Suet      | An Lushan      | -               | Es un líder militar que tiene una gran rivalidad con Yang Guozhong.                                             |
| Lu Xingyu     | Shi Siming     | -               | Un general de la dinastía Tang china que sigue a su amigo de la infancia An Lushan para rebelarse contra Tang.  |
| Ma Xiaofeng   | Gao Lishi      | -               | Es un eunuco oficial de la dinastía Tang de la Dinastía China.                                                  |
| Lee Tien-chu  | Li Fuguo       | -               | Es un eunuco oficial durante el reinado del Emperador Suzong, a quien apoya para suceder al Emperador Xuanzong. |
| Chang Cheng   | Li Mi          | -               | Es un oficial de la dinastía china Dinastía Tang y el asesor de confianza del Emperador Suzong.                 |
| Wang Boqing   | Chen Xuanli    | -               | Un comandante general durante la dinastía Tang china y un hombre leal al Emperador Xuanzong.                    |
| Chen Zhihui   | Guo Ziyi       | -               | Es un general de la dinastía Tang y uno de los que pone fin a la rebelión de An Shi.                            |
| Zhang Haifeng | Cheng Yuanzhen | -               | Es un eunuco oficial de la dinastía china de la Dinastía Tang.                                                  |

#### Uyghurs
| Actor          | Personaje | Nº de episodios | Notas                                                                                 |
| -------------- | --------- | --------------- | ------------------------------------------------------------------------------------- |
| Ma Chengcheng  | Hasili    | -               | Es la esposa de Moyan Chou.                                                           |
| Chen Zhelun    | Yidijian  | -               | Es el hijo de Moyan Chou.                                                             |
| Wang Xiaowei   | Nibifei   | -               | Es el hermano de Moyan Chou.                                                          |
| Zhao Dongze    | Yehu      | -               | Es el hermano dios de Moyan Chou.                                                     |
| Luo Mi         | Zhemiyi   | -               | Es la hermana dios de Moyan Chou y la esposa de Li Chengcai, el Príncipe de Dunhuang. |
| Chen Guan'ning | Dongzebu  | -               | Es un General del Imperio Tibetano.                                                   |
| Guo Ruixi      | Aqina     | -               | Es la amante de Dongze Bu.                                                            |

#### Familia Shen
| Actor        | Personaje  | Nº de episodios | Notas |
| ------------ | ---------- | --------------- | --- |
| Shen Baoping | Shen Yizhi | -               | Es el director de la biblioteca del Palacio y el padre de Shen Zhenzhu y Shen An.                                                                   |
| Liu Fang     | Lady Jiang | -               | Es la madre de Shen Zhenzhu y Shen An. |
| Huang Tianqi | Shen An    | -               | Es el hermano de Shen Zhenzhu. |
| Mi Mi        | Suci       | -               | Es una de las asistentes personales de Shen Zhenzhu. Luego de ser manipulada por He Lingyi, y para salvar a su hijo termina traicionando a Zhenzhu. |
| Xu Siyu      | Hongrui    | -               | Es una de las asistentes personales de Shen Zhenzhu, quien muere salvándola.                                                                        |

#### Otros personajes
| Actor           | Personaje    | Nº de episodios | Notas |
| --------------- | ------------ | --------------- | --- |
| Feng Li         | Zhang Deyu   | -               | Es el asistente principal de la Mansión de Guangping.                                                            |
| Liang Qianxian  | He Lingyi    | -               | Aunque trabaja como una de los subordinados de Li Chu, en realidad es una espía enviada por la emperatriz Zhang. |
| Cao Xige        | Feng Shengyi | -               | Es uno de los subordinados de Li Chu.                                                                            |
| Lu Peng         | Yan Ming     | -               | Es uno de los subordinados de Li Chu.                                                                            |
| Wang Jiusheng   | Li Bai       | -               | Es el maestro de Shen Zhenzhu.                                                                                   |
| Zhang Chunzhong | Wan Shitong  | -               | |
| Qu Gang         | Zhangsun E   | -               | Es el maestro de Murong Lingzhi y An Qingxu.                                                                     |

## Episodios
La serie emitió un total de 92 episodios, los cuales se dividieron en dos temporadas.
- La primera temporada se estrenó el 29 de enero del 2017 y emitió 60 episodios.[6]
- Mientras que la segunda temporada fue estrenada el 3 de abril del 2017 y estuvo conformada por 32 episodios.[7]

## Música
El Soundtrack de la serie está conformado por 7 canciones.
| No. | Artista (as)      | Canción                         | Notas                                       |
| --- | ----------------- | ------------------------------- | ------------------------------------------- |
| 1   | Sun Nan           | "For the Empire" (为江山)       | (canción de inicio de la primera temporada) |
| 2   | Tan Jing          | "Tang Yun" (唐韵)               | (canción de cierre de la primera temporada) |
| 3   | Yisa Yu           | "Former Thoughts" (夙念)        |                                             |
| 4   | Henry Huo         | "Bare Face" (素颜)              |                                             |
| 5   | Wan Qian y Li Nan | "Step Aside for You" (为你成全) |                                             |
| 6   | Ren Jialun        | "Glory" (荣耀)                  | (canción de inicio de la segunda temporada) |
| 7   | Jike Junyi        | "Pearl" (珍珠)                  | (canción de cierre de la segunda temporada) |

## Premios y nominaciones
| Año  | Categoría  | Premio                                     | Nominado   | Resultado |
| ---- | ---------- | ------------------------------------------ | ---------- | --------- |
| 2017 | Best Actor | 4th Hengdian Film and TV Festival of China | Ren Jialun | Ganó      |

## Producción
La serie fue dirigida por Liu Guonan y Yin Tao, y escrita por Liu Fang y Li Huimin, mientras que la producción estuvo a cargo de Wang Ying.	
Se realizó con un presupuesto de alrededor de 260 millones de yuanes ($38,68 millones) y se filmó en 70 sets, con apoyo digital.
Contó con el apoyo de la compañía de producción "H&R Century Pictures" y fue emitida por "Anhui TV" y "Beijing TV".

### Recepción
La serie recibió una respuesta positiva de la audiencia por su precisión histórica y su trama. 
Obtuvo una puntuación de 8,3 sobre 10 en Tencent y de 6,7 en Douban.